# Lauritz la Cour
Lauritz Ulrik la Cour (født 6. april 1802 i Odder, død 27. februar 1875 på Skærsø) var en dansk landmand, godsejer og politiker.
Han var søn af degnen Jørgen la Cour og Lotte f. Guldberg. Hos en af datidens fremmeligste landmænd, krigsråd Møller til Rodsteenseje, fik Lauritz la Cour sin agronomiske uddannelse. Kun 23 år gammel købte han 1825 hovedgården Skærsø ved Ebeltoft, og drev han end til forskellig tid andre gårde sammen med Skærsø, er det dog på denne ejendom, hans hovedvirksomhed faldt, og til hvilken hans navn er knyttet. Få år efter, at la Cour havde overtaget Skærsø, begyndte der for landbruget en udviklingsperiode med nye og mere rationelle fremgangsmåder; ikke blot for sin egn, men i en vid omkreds blev han banebryderen for de fleste af tidens forbedringer, og mangfoldige landmænd søgte råd og vejledning hos ham, der var "en saa helstøbt Landmand, som vi kun have set faa".
La Cour blev 1834 valgt til medlem af den viborgske stænderforsamling og deltog i stændermøderne i Viborg 1836, 1838 og 1840, og 1858 valgtes han til folketingsmand for Randers Amts 5. kreds, som han repræsenterede indtil 1861. Fra tid til anden beklædte han desuden mange andre tillidshverv. 1841-45 var han formand for Dråby Sogneforstanderskab, 1841-49 skolepatron, 1845-49 og 1854-58 medlem af Randers Amtsråd, og blev landvæsenskommissær for Randers Amt 1858. 1871 overdrog han Skærsø til to sønner.
5. oktober 1833 ægtede han Ellen Kirstine Poulsen, datter af Niels Poulsen til Rolsegård. Begge ægtefællerne skildres som varmtfølende og sjældent sympatiske personer (bl.a. af Pauline Worm og Morten Pontoppidan). La Cour døde 27. februar 1875.
Lauritz Ulrik la Cour er bror til Peter Christian la Cour og halvbror på mødrene side til Immanuel Barfod.
Han er begravet på Dråby Kirkegård.
En mindesten blev rejst i Skærsø Skov 1902. Der findes et litografi fra 1898 af Harald Jensen efter fotografi fra ca. 1860